# QQ studio Ostrava
	QQ studio Ostrava s.r.o. je filmové studio v Ostravě. Mezi služby společnosti patří multimediální produkce, post-produkce a filmový support, výroba celovečerních filmů a televizních pořadů. Je pokračovatelem[ujasnit] ostravského studia Krátkého filmu, studia Prométeus, které zaniklo v roce 1992. 
Ve stejném roce QQ začínalo s moderní počítačovou animací. Vyrábělo pro Českou televizi znělky k pořadům nebo animovaný večerníček Pučálkovic Amina, která byla prvním českým animovaným počinem, kolorovaným v počítači.
V roce 1999 ve studiu vznikl televizní pořad o vaření Pod pokličkou. Na konci své éry měl vysokou popularitu, se sledovaností přes milión diváků.[zdroj?]
V letech 2000–2001 natočilo QQ v koprodukci s Českou televizí celovečerní animovaný film Báječná show. V té době byli animátoři bez práce, protože se celý státní systém podpory přes Krátký film Praha zhroutil, a tak natáčení filmu posloužilo jako tzv. „hladová zeď“.[zdroj?] Ve filmu lze slyšel hvězdy české hudební scény zpívat a mluvit animované postavičky, jako například Dan Bárta, Petra Jandu, Jiřího Korna, Václava Neckáře, Lucku Vondráčkovou, Heidi či Věru Špinarovou.
QQ úzce spolupracuje s Ostravskou a Slezskou univerzitou.[ujasnit]
Od roku 2013 vyvinulo pro ČT :D pořad o dětském vaření Draci v hrnci a od roku 2015 vyrábí animovanou encyklopedii Ty Brďo! V roce 2016 se studio podílelo na výrobě celovečerního filmu Ostravak Ostravski. V roce 2019 v co-production s PFI a Three Brothers production vyrobilo celovečerní fantasy pohádku Princezna zakletá v čase.
V roce 2021 se studio podílelo na tvorbě klipů pro kapelu Sabaton – „Christmas truce“ a „Race to the sea“. V roce 2022 začala výroba celovečerního filmu Princezna zakletá v čase 2, otevřela se nová pobočka v Praze a spustil se nový systém s pronájmem filmové techniky.